# Energetyka alternatywna
Energetyka alternatywna – jest wykorzystaniem energii alternatywnej pozyskiwanej metodami innymi niż spalanie paliw kopalnych lub rozszczepienie jąder atomów.
W energii alternatywnej mieści się energia odnawialna oparta na odnawialnych źródłach energii.